# Yateley
Yateley è un paese di 15 663 abitanti della contea dell'Hampshire, in Inghilterra.